# اشتاینسفورت
اشتاینسفورت (به آلمانی: Steinsfurt) یک منطقهٔ مسکونی در آلمان است که در زینسهایم واقع شده‌است. اشتاینسفورت ۳٬۳۳۴ نفر جمعیت دارد.